# 山路閑古
山路 閑古（やまじ かんこ、1900年10月13日 - 1977年4月10日
）は、化学者、俳人、古川柳研究家。
静岡県鷹匠町（現・静岡市葵区）出身。本名は萩原時夫。1925年、東京帝国大学理学部化学科卒。川柳を阪井久良伎に、俳句を高浜虚子に、連句を根津芦丈に学び、古川柳を紹介した。1962年大磯鴫立庵十九世庵主。東京高等商船学校教授、共立女子大学教授（化学）、1971年定年。

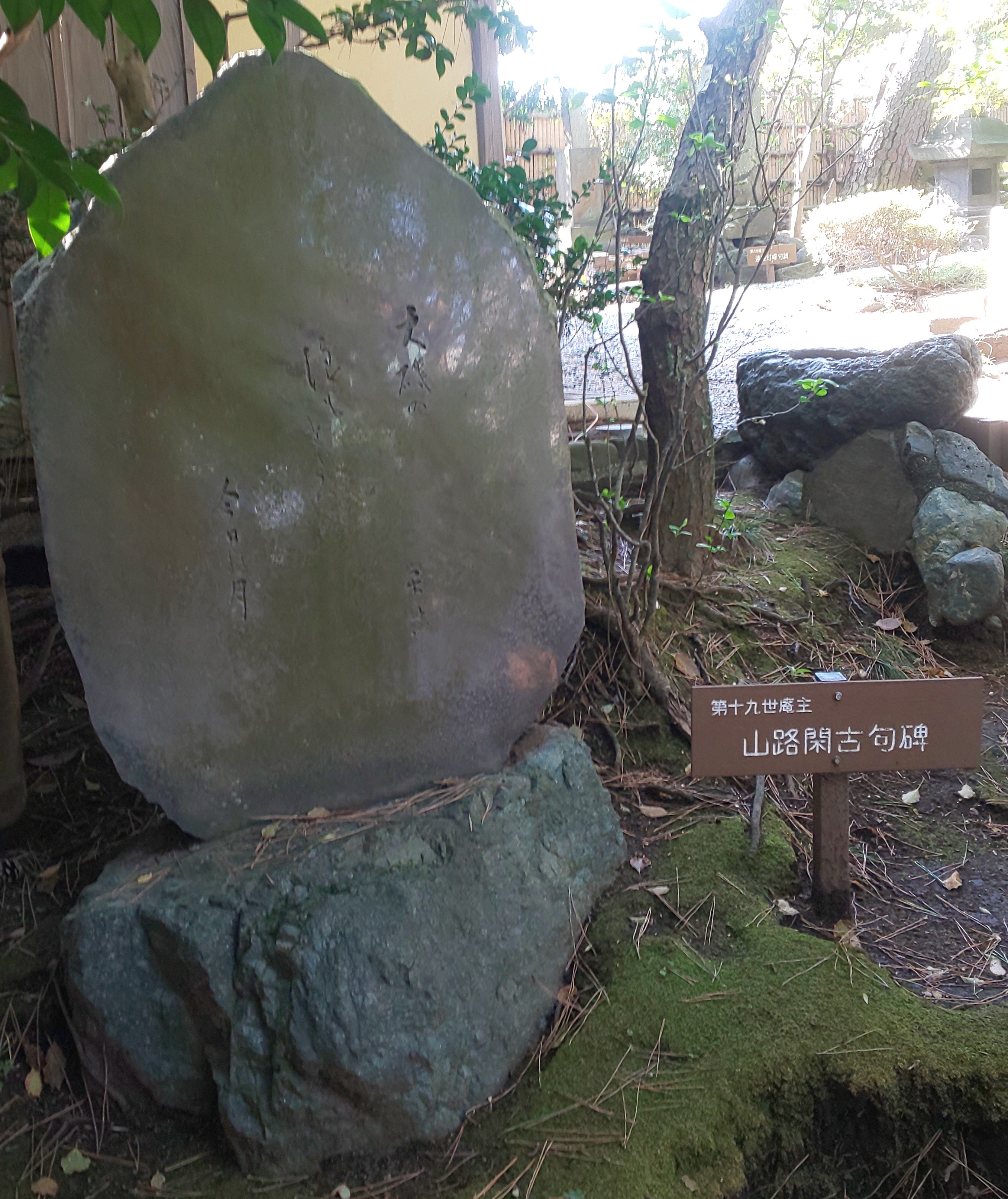
鴫立庵 十九世庵主 山路閑古句碑「大磯の波もとゝろと今日の月」

## 著書
- 『吾妻鏡史話 頼朝時代 国史読本』萩原時夫 大同館書店 1936
- 『吾妻鏡史話 頼家・実朝・其他 国史読本』萩原時夫 大同館書店 1936
- 『木葉髪記』冨山房 1943 NDLJP:1130670
- 『戦災記』あけぼの社 1946
- 『随筆川柳歳時記』美和書院 1956 NDLJP:2934790
- 『土星と空豆』四季社 四季新書 1956 NDLJP:2934790
- 『末摘花並べ百員全釈』有光書房 1958 NDLJP:2934790
- 『羅馬の休日 教師哀歓』萩原時夫 刀江書院 1960 NDLJP:2933896
- 『大いなる悟り 柳話的釈尊伝』佼成出版社 1965 NDLJP:2989500
- 『古川柳』岩波新書 1965 NDLJP:2933896
- 『古川柳名句選』筑摩叢書 1968 NDLJP:1348666 のち文庫
- 『医心方夜話』青友書房 1973
- 『秘志 生態風俗選 3 和国神曲』吉田精一監修、萩原時夫監修、和歌森太郎監修 日輪閣 1977 NDLJP:12185979
- 『山路閑古秘作選集 4　茨の垣』太平書屋 1987

### 編著・共著・校訂・訳
- 『川柳評万句合』萩原時夫編 私家版 1944
- 『分析化学要論』比企修, 萩原時夫共著 前野書店 1940
- 『秘籍江戸文学選 10 春調俳諧集・幽燈録』校注 日輪閣 1975
- 丹波康頼撰『秘籍江戸文学選 6 医心方房内』訳 日輪閣 1975
- 『秘籍江戸文学選 4 末摘花夜話』岡田甫編 校注 日輪閣 1975
- 『秘志 生態風俗選 6 異国神曲』山路閑古、川辺弘著 吉田精一監修、萩原時夫監修、和歌森太郎監修 日輪閣 1978 NDLJP:1348666